# Culicoides kotonkan
Culicoides kotonkan är en tvåvingeart som beskrevs av Boorman och Dipeolu 1979. Culicoides kotonkan ingår i släktet Culicoides och familjen svidknott.
Artens utbredningsområde är Nigeria. Inga underarter finns listade i Catalogue of Life.